# Judson W. van de Venter
Judson Wheeler van de Venter, född 5 december 1855 i Dundee, Michigan, död 17 juli 1939 i Temple Terrace, Tampa, Florida, var en konststuderande i USA och Europa, evangelist och sångförfattare.

## Sånger
- Allt åt Jesus helt jag lämnar även känd som
  - Allt till Jesus vill jag lämna Finns på Wikisource. eller
  - Allt för Jesus jag uppgiver